# (32302) Mayavarma
2000 QO24 (asteroide 32302) é um asteroide da cintura principal. Possui uma excentricidade de 0.11089350 e uma inclinação de 5.77233º.
Este asteroide foi descoberto no dia 25 de agosto de 2000 por LINEAR em Socorro.